# 赤河神社
赤河神社（あこうじんじゃ）は、岐阜県加茂郡白川町にある神社。

## 概要
元弘2年（1332年）、大名牟遅命勧請し創建したという。創建時の神社名は白鬚神社の説がある。
現在の白川町は苗木藩であったこともあり、明治初期に廃仏毀釈が徹底的に行われ、境内の仏教に関する物は無くなる。1870年（明治3年）に本殿を新築。
1871年（明治4年）に赤河村内の5つの神社を合祀。同時に赤河神社に改称する。
1964年（昭和39年）に岐阜県神社庁より銀幣社の指定を受ける。

## 主祭神
- 大名牟遅命

## 合祀
- 少名彦命
- 火産霊命
- 宇迦之魂命